# 剪刃

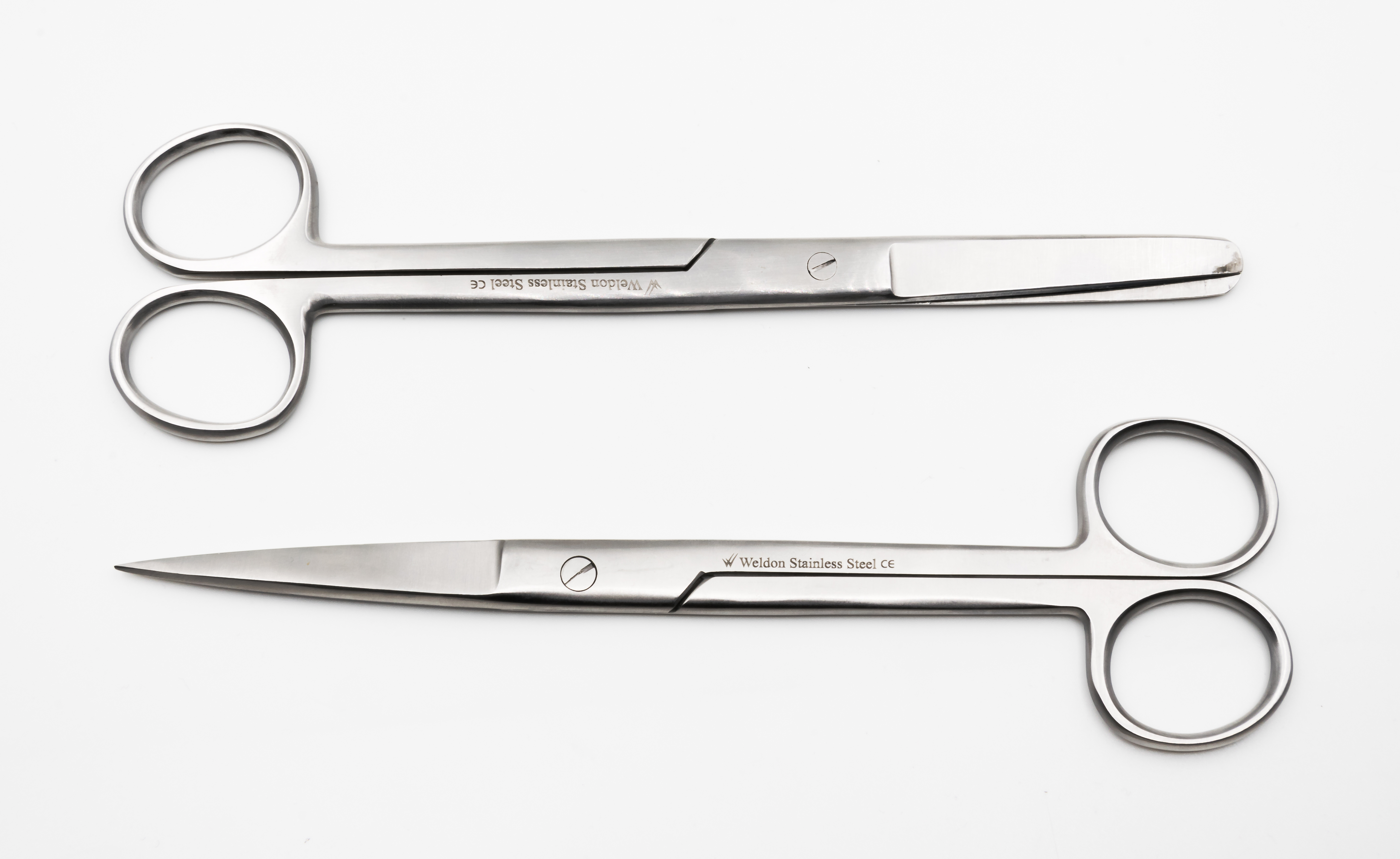
剪刀

剪刃（せんとう）は、外科の手術や処置で使用するはさみのこと。
術野の浅い所か深い所か、何を切るのかなどによって種類や長さが変わる。

## 種類

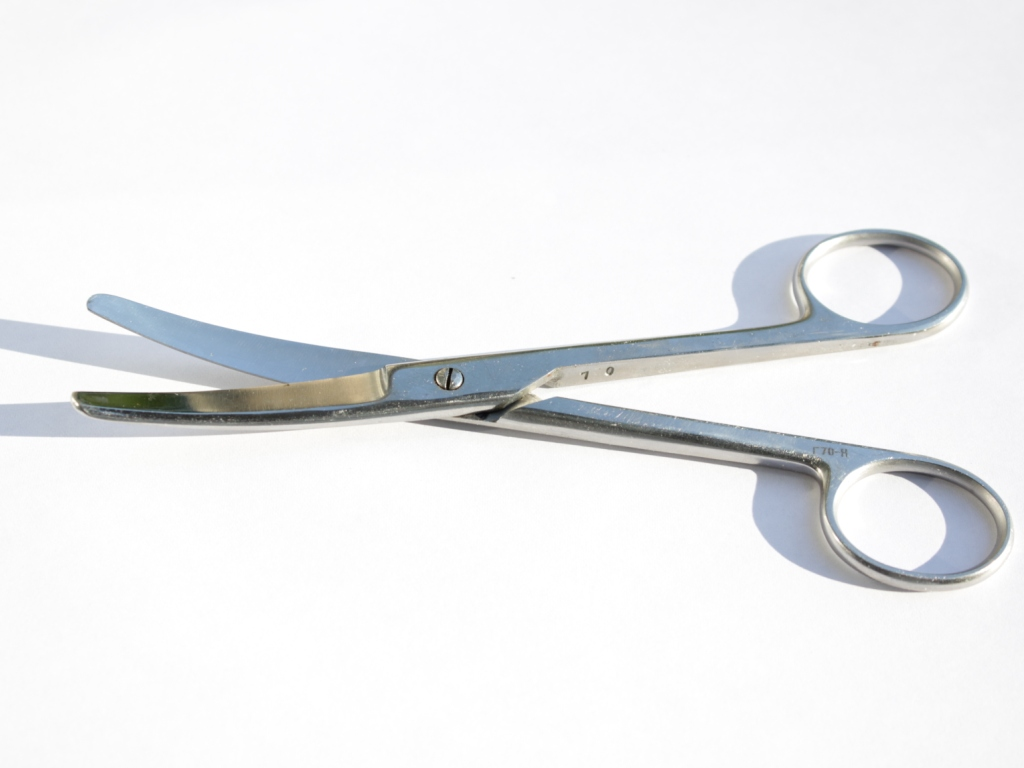
クーパー剪刀

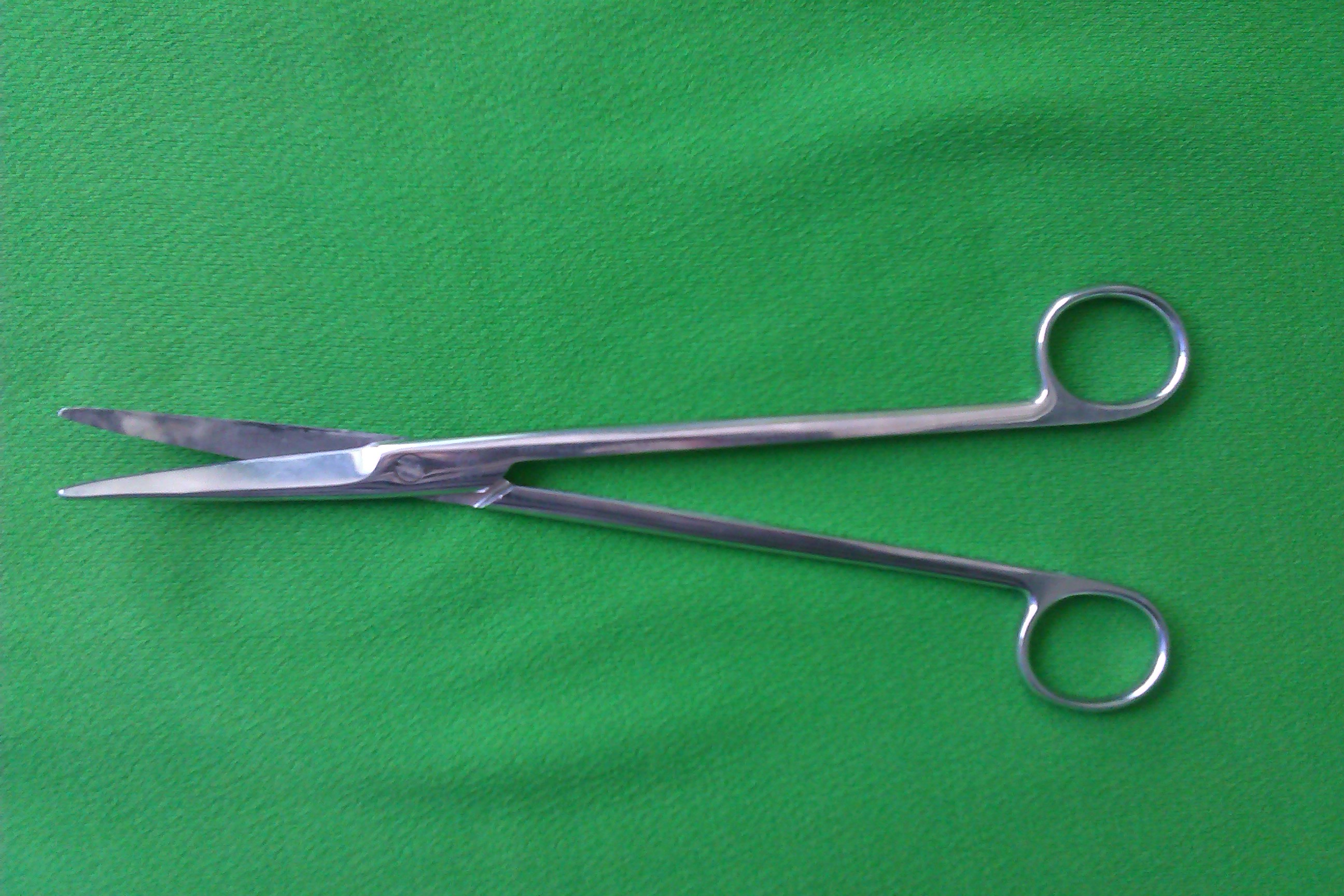
メイヨー剪刀

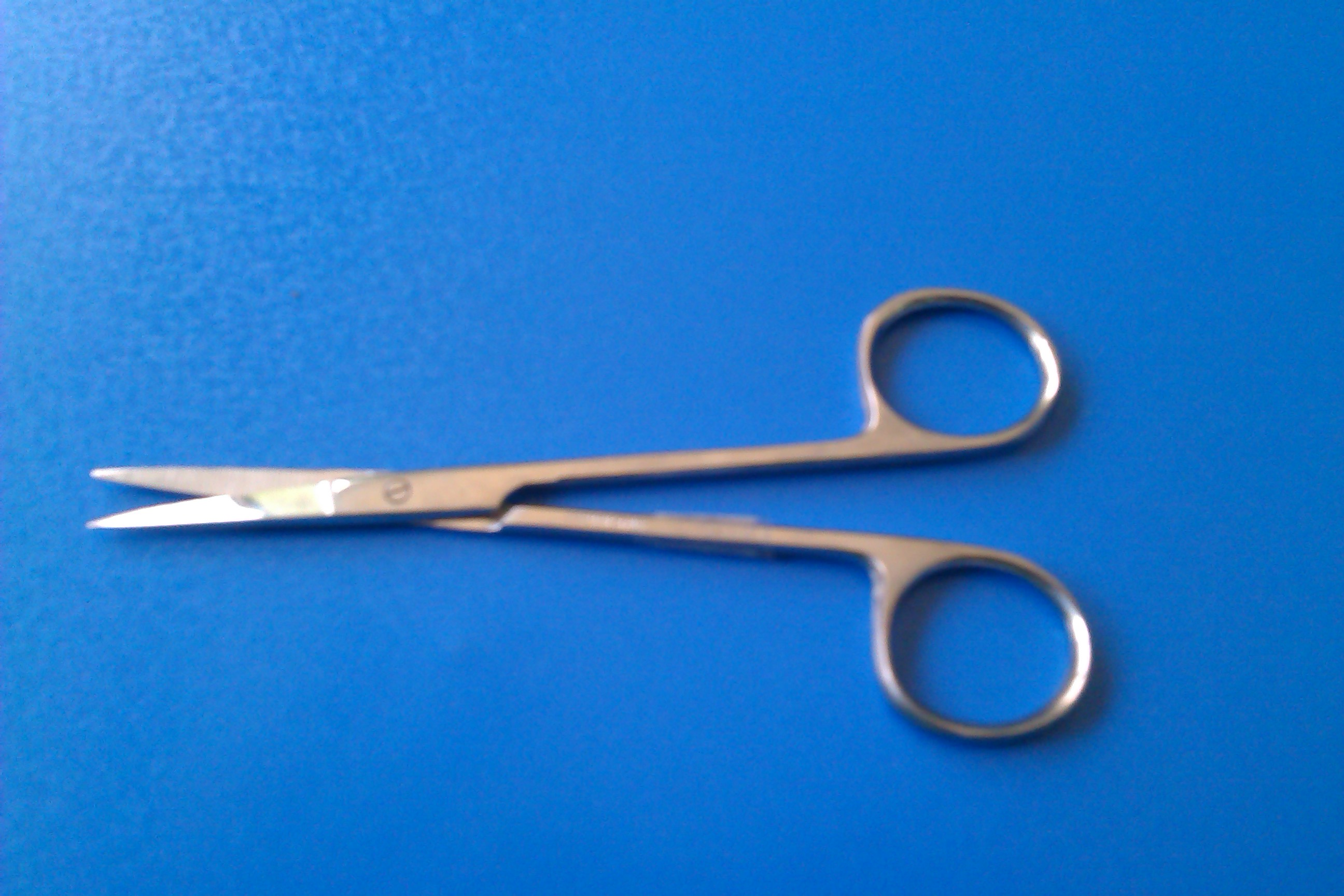
メッツェンバウム剪刀

1. 刃先が鋭いか、丸みのある鈍か
2. 刃がまっすぐか曲がっているのか
3. 柄が短いか長いか

の3点に分類される。
直剪刃
刃先が丸みを帯びた鈍状で曲がっていない剪刃。
曲剪刃（クーパー）
刃先が丸みを帯び、先が曲がっている。
メイヨー
刃先が曲がっている。クーパーより刃先の先端が細い。
メッツェンバーム剪刃
おもに血管周囲の操作やリンパ節など繊細な組織の剥離に使用する。
形成用剪刃
他の剪刃に比べて刃の先端が非常に鋭く全長も短めの作りとなっている。
直角剪刃
胃の手術の際などに使用する、全体的に長く先端が曲がった形状になっている。
硬膜用剪刃

マイクロ剪刃

## 歴史
一木医療器製作所によれば、日本における医療器具製作の先駆者とされる伊藤長之助は祖父の代から長崎で外療道具を制作しており、嘉永年間に江戸に出てきて明治13年に東京で没している。この人あたりから、日本の外科用はさみが作り出されたと見なして良いのではといわれている。